# Chris Joyce
Chris Joyce es un músico británico que trabajó como baterista en distintas bandas de la new wave en los años 1970 y 1980. 
Nació en Mánchester, el 11 de octubre de 1957 Durante la época del punk, a finales de la década de 1970, formó parte de Fast Breeder, junto al guitarrista Dave Rowbotham. La banda era manejada por Tony Wilson, quien al formar Factory Records, en 1978, ayudó a la formación de The Durutti Column. Joyce y Rowbotham serían incluidos por Wilson para la banda, integrada también por el guitarrista Vini Reilly (ex The Nosebleeds), el bajista Tony Bowers (ex Alberto Y Lost Trios Paranoias), el vocalista Phil Rainford y el tecladista Steve Hopkins. Como una de las primeras bandas de Factory, Durutti Column apareció en el primer EP lanzado por el sello, A Factory Sample, de 1978. Poco después, Reilly queda como único miembro del grupo.
Separado de The Durutti Column, Joyce forma junto a Rowbotham y Bowers, otra banda post-punk, llamada The Mothmen. En 1979, ellos lanzaron su primer sencillo Does It Matter Irene?.
Paralelamente con The Mothmen, Joyce integra Pink Military. A mediados de la década de 1980, integra Simply Red, junto con su compañero de Mothmen Tony Bowers.